# Урушев, Дмитрий Александрович
Дми́трий Алекса́ндрович Уру́шев (род. 6 ноября 1975, Москва) — российский писатель, публицист, историк. Автор статей и книг по истории старообрядчества. Член Союза писателей Москвы. Член Союза журналистов России.

## Биография
Окончил Российский государственный гуманитарный университет.
Дебютировал в 1998 году как публицист. Печатался в «Независимой газете», в газетах «Культура», «Община», «Россiя», в журналах «Грани», «Неопалимая купина», «Истина и жизнь», «Русский мир», «Москва» и др. Лауреат первой премии Московской Митрополии за вклад в публицистическую, творческую, информационную и просветительскую деятельность, посвященную теме старообрядчества (2007).
В 2009 году издал сборник ранее напечатанных в различных периодических изданиях собственных статей под названием «Возьми крест свой : история старообрядчества в событиях и лицах». Далее последовали книги: «Тайна Святой Руси» (2013), «История русского старообрядчества» (2015), «Русское старообрядчество» (2016), «Русский разлом. Феномен старообрядчества», «Святая Русь. Подлинная история старообрядчества» (2017), «История старообрядчества» (2023).
Обратился к жанру литературной сказки. Первым опытом создания художественного произведения для Дмитрия Урушева стала книга «Звезда Альтаир», опубликованная в 2018 году в издательстве «Эксмо». По признанию автора: «Я всегда хотел писать фэнтези — литературные сказки. Мой, не побоюсь этого слова, кумир, британский мыслитель Клайв Льюис писал не только богословские труды, но и повести в жанре фэнтези — прославленные „Хроники Нарнии“. Льюис показал, что христианство вполне сочетается со сказкой, иносказанием, эзоповым языком. <…> В сказке, в фэнтези, вообще в фантастике много воздуха, простора и свободы. Можно писать, что угодно, и не бояться, что на тебя обидятся. Если же обидятся, а на мои сказки обижались, всегда можно сказать: это же вымысел, шутка, глупость! Неужели вы подумали, что автор, надевший костюм клоуна, рыжий парик и красный нос, говорит что-то умное и серьёзное?»

## Оценки
Журналист и религиовед Андрей Зайцев так отозвался о книге «Возьми крест свой : история старообрядчества в событиях и лицах»: «Статьи Дмитрия Урушева представляют прекрасный пример положительной публицистики. Всякий, кто откроет сборник, увидит, что ценность староверия не в борьбе с преследованием светских и духовных властей, не в хранении старого обряда как такового, а в особом религиозном опыте, который самодостаточен и не нуждается в постоянной борьбе с представителями других Церквей или государством. Не случайно сборник имеет подзаголовок: „История старообрядчества в событиях и лицах“. Перед нами краткая самостоятельная история староверия, а не рассказ о борьбе. Хотя, конечно, в такой книге нельзя обойтись без упоминания о трагических страницах русской истории, когда людей преследовали только за то, что они ходят „не в ту церковь“»..
Максим Гусев так оценил его книгу «Русское старообрядчество. Традиции, история, культура»: «Книга написана легко, но не легковесно. За простым повествованием скрывается большая работа историка в архивах и библиотеках. Такая книга будет интересна самой широкой читательской аудитории, прежде всего — детям, молодежи и людям, впервые услышавшим о старообрядчестве. В полусотне глав, тщательно подобранных и вдумчиво выверенных с источниками, перед читателями разворачивается драматическая церковная история, изобилующая известными фактами и событиями, которые изложены на редкость просто и понятно. Книгу эту смело и без доли пафоса можно назвать учебником по истории Православной Церкви от автора, правдиво пишущего о старой вере».
Галина Чудинова в 2019 году так оценила его сказки: «Жанровая особенность книг Д. Урушева — синтез литературной сказки и фэнтези с преобладанием первой составляющей. Здесь сложно сказать что-то новое, но автору это удалось, благодаря основательным познаниям в области истории и философии. Герой первой книги на редкость добродетелен, но не идеален. Поначалу Иван многого не понимает, многого боится, сомневается, стеснятся, но доминанта его образа — верность, готовность выполнить поручение. Великолепен эпизод, когда баба Яга, растроганная добротой юноши, развёртывает перед ним карту, на которой видна черкасская земля. ляшское королевство, швабские, англицкие и свейские земли, которые предстоит посетить Ивану наряду с царствами сарацинскими и эфиопскими».
Елена Канищева написала в 2022 году: «Специфика старообрядческой сказки Д. Урушева „Два брата“ состоит в отклонении от всех заявленных жанровых канонов. В тексте гармонично переплетаются сказочные и религиозные мотивы, смешиваются временные пласты, детали различных культур. Стилистически текст также ориентирован на смешение разнородных начал: религиозных элементов высокого стиля и жаргонных, просторечных единиц. В основе книги Д. Урушева лежит создание особого мифического хронотопа, в котором ярко прочитываются исторические реалии различных эпох, ориентиры на современную культуру».
Василий Клинцов так оценивает вышедшую в 2023 году книгу «История старообрядчества»: «несмотря на все достоинства книги, далеко не всем читателям „зайдёт“ такая односторонняя подача информации. <…> У книги большой конфликтный потенциал, что едва ли поспособствует популяризации старообрядчества у внешней аудитории. Зато сомнений никаких нет — в книжных лавках РПСЦ книга пойдёт „на ура“, ведь Урушев — очень талантливый апологет своего согласия. К тому же с точки зрения полиграфии этот „кирпич“, пожалуй, наиболее качественная и красивая книга Урушева — графические иллюстрации и вклейки с цветными фотографиями очень украшают текстовый материал».

## Книги
историко-публицистические книги
- Возьми крест свой : история старообрядчества в событиях и лицах. — Барнаул : Фонд поддержки строительства Храма Покрова, 2009. — 330 с. — ISBN 978-5-98604-792-8. — 100 экз.
- Тайна Святой Руси. История старообрядчества в событиях и лицах. — Москва : Вече, 2013. — 398 с. — (От Руси к империи). — ISBN 978-5-4444-0574-1
- Святая Русь : очерки по истории Русской Церкви. — Ржев : [б. и.], 2014. — 95 с. — (Христианское чтение; вып. 8). — ISBN 978-5-91974-063-6 — 1500 экз.
- История русского старообрядчества. — Москва : Вече, 2014. — 255 с. — ISBN 978-5-4444-2643-2
  - История русского старообрядчества. — Москва : Вече, 2015. — 256 с. — ISBN 978-5-4444-2643-2.
- Русское старообрядчество: традиции, история, культура. — Москва : Эксмо, 2016. — 350 с. — ISBN 978-5-699-86250-4 — 3000 экз.
- Русский разлом. Феномен старообрядчества / обложка Виктора Служаева; иллюстрации Ильи Мельникова. — Москва : [б. и.], 2017. — 120 с.
- Святая Русь. Подлинная история старообрядчества. — Москва : Эксмо, 2017. — 542 с. — (Религия. Старообрядчество). — ISBN 978-5-699-96435-2 — 3000 экз.
- Что такое старобрядчество? — Новое Небо, 2018. — 168 c. — ISBN 978-5-00138-163-1
- Боярыня Морозова : [для детей школьного возраста]. — Москва : Издат. дом ТОНЧУ, 2018. — 16 с. — SBN 978-5-91215-122-4 — 1000 экз.
- История старообрядчества — М.: Блок-Принт, 2023. — 416 с. — 2000 экз.

художественная литература
- Как Иван-царевич веру искал: сказка для взрослых / рисунки Виктора Служаева. — Москва : Пробел-2000, 2017. — 315 с. — (Христианское чтение; вып. 10). — ISBN 978-5-98604-567-2 — 1000 экз.
- Звезда Альтаир. Старообрядчекая сказка: единственное художественное произведение современной старообрядческой литературы. — Москва : Эксмо, 2018. — 365 с. — (Религия. Старообрядчество). — ISBN 978-5-699-90863-9. — 1500 экз.
- Два брата : старообрядческая сказка. — М. : Новое Небо, 2018. — 550 с. — ISBN 978-5-00138-228-7
- Созвездие девы : повесть о славном и могучем богатыре царевиче Иване и о прекрасной царевне Вере / рисунки Марии Шадчневой. — Москва : Пробел-2000, 2020. — 346 с. — ISBN 978-5-98604-741-6 — 1000 экз.
- Война против всех : повесть о царе Дадоне Гвидоновиче и о сыне его царевиче Иване Дадоновиче, как победили супостатов своих. — Москва : Пробел-2000, 2021. — 330 с. — ISBN 978-5-98604-792-8 — 100 экз.
- За звездой Альтаир : сказка о том, как Иван-царевич веру искал / рисунки А. Шадчневой. — Москва : Пробел-2000, 2022. — 242 с. — ISBN 978-5-98604-865-9 — 2000 экз.